# Álvaro Amaro
Álvaro dos Santos Amaro (ur. 25 maja 1953 w Ribamondego) – portugalski polityk, ekonomista i samorządowiec, działacz Partii Socjaldemokratycznej, poseł do Zgromadzenia Republiki, sekretarz stanu, poseł do Parlamentu Europejskiego IX kadencji.

## Życiorys
Z zawodu ekonomista, ukończył w 1978 studia na Uniwersytecie w Coimbrze. Zaangażował się w działalność polityczną w ramach Partii Socjaldemokratycznej. W 1987 uzyskał mandat deputowanego do Zgromadzenia Republiki V kadencji. Z powodzeniem ubiegał się o reelekcję w wyborach w 1991, 1995 i 1999 na VI, VII i VIII kadencję portugalskiego parlamentu. Pod koniec lat 80. i na początku lat 90. pełnił funkcję sekretarza stanu w resorcie rolnictwa w gabinetach, którymi kierował Aníbal Cavaco Silva. Został też przewodniczącym socjaldemokratów w dystrykcie Guarda.
Od 2001 sprawował urząd burmistrza miejscowości Gouveia. W 2013 został wybrany na burmistrza miejscowości Guarda (reelekcja w 2017). W 2019 uzyskał mandat posła do Parlamentu Europejskiego IX kadencji. W 2023 został skazany za nadużycia urzędnicze, co czego się nie przyznał; w tym samym roku zrezygnował z mandatu europosła.